# Трговина људима (књига)
Трговина људима је монографија српског професора др Саше Мијалковића објављена 2005. године.

## О аутору
Саша Мијалковић је самостално или у коауторству, објавио је око 230 радова, од чега десет монографија, једну студију и пет уџбеника. Аутор је тринаест радова у међународним часописима, од чега четири рада у часописима који су индексирани у SSCI (Thompson Routers) листи.
Рецензирао је више од 170 научних радова, студија и монографија. Био је члан редакција и савета више научних часописа: Безбедност–полиција–грађани, Безбедност, Наука – безбедност – полиција, Темида и Review of International Affairs. Тренутно је један од уредника часописа Наука – безбедност – полиција и члан Савета часописа Журнал за безб(ј)едност и криминалистику.

## О књизи
Саша Мијалковић на веома суптилан и зналачки начин износи проблеме савремене цивилизације и аутентичним чињеницама разоткрива токове организованог криминала. Књига обилује мноштвом информација о генези, облицима и механизму деловања организовањих криминалних група и кланова. Аутор износи есенцијалне случајеве, а на корисницима је да сагледају и препознају све аспекте ове криминалне трговине.